# مراد الصقلي
 مراد الصكلي و اسمه الحقيقي مراد بن البشير بن عبد الحميد بن محمّد بن خليفة الصّكلي، ( 17 نوفمبر 1965 -) ولد في تونس، أصيل مدينة خنيس الواقعة بولاية المنستير، متزوج ووأب لثلاثة أبناء. تم اختياره ليشغل منصب وزير الثقافة في حكومة مهدي جمعة.

## التكوين الأكاديمي
درس في معهد العمران بتونس وتحصل على ديبلوم الموسيقى العربية من المعهد الوطني للموسيقى والرقص بتونس ثم على الأستاذية في الموسيقى من المعهد العالي للموسيقى بتونس ومتحصل على شهادة الدراسات المعمقة في تاريخ الموسيقى والعلوم الموسيقية من جامعة باريس /السربون وفي جانفي 1995 تحصل على دكتوراه في تاريخ الموسيقى والعلوم الموسيقية من جامعة باريس /السربون.

## المناصب التي تولاها
- أستاذ محاضر للتعليم العالي في تاريخ الموسيقى والعلوم الموسيقية بالمعهد العالي للموسيقى بتونس/جامعة تونس
- مدير مهرجان قرطاج الدولي
- أستاذ محاضر للتعليم العالي في الموسيقى والعلوم الموسيقية بالمعهد العالي للموسيقى بصفاقس /جامعة صفاقس الجنوبية
- مدير مركز الموسيقى العربية والمتوسطية النجمة الزهراء
- أستاذ مساعد للتعليم العالي في تاريخ الموسيقى والعلوم الموسيقية بالمعهد العالي للموسيقى بتونس/جامعة تونس
- مساعد تعليم عالي في تاريخ الموسيقى والعلوم الموسيقية بالمعهد العالي للموسيقى بتونس/جامعة تونس